# Punkt Einsteina
Punkt Einsteina (tyt. oryg. The Einstein Intersection) – powieść fantastycznonaukowa amerykańskiego pisarza Samuela R. Delany’ego. Powieść ukazała się w 1967 roku. Otrzymała nagrodę Nebula w 1967 i była nominowana do Nagrody Hugo w 1968.

## Fabuła
Humanoidalna rasa, zajmująca opustoszałą Ziemię, usiłuje upodobnić się do Ziemian i przeżyć na nowo ich historię. Przybysze czczą wszystkie ślady kultury i cywilizacji ludzkiej. Na równi traktują Orfeusza, Chrystusa, Billy’ego Kida i Beatlesów. Bohater powieści, Lobey, porzuca wioskę i wyrusza w drogę, by odnaleźć i odzyskać utraconą miłość.